# Wereldkampioenschappen triatlon olympische afstand
De Wereldkampioenschappenpen triatlon op de olympische afstand worden sinds 1989 jaarlijks gehouden door de International Triathlon Union (ITU). De olympische afstand in het triatlon bestaat uit 1,5 kilometer zwemmen, 40 kilometer fietsen en 10 km lopen.
De eerste twintig edities, tot en met 2008, werd de wereldtitel vergeven in een eendagswedstrijd met de officiële Engelse naam ITU Triathlon World Championship. In 2009 startte de ITU met een reeks van meerdere wedstrijden waarbij door een puntensysteem de uiteindelijke wereldkampioen wordt bepaald, deze heeft de officiële naam ITU World Triathlon Series. Deze WK-serie bestaat uit zeven tot tien wedstrijden waarvan vaak één of twee over de sprintafstand (750 meter zwemmen, 20 km fietsen, 5 km lopen) gaan. Per WK-wedstrijd zijn voor de winnaar 800 punten te verdienen. De WK-serie wordt afgesloten met een finale waarbij bonuspunten te verdienen zijn, de winnaar krijgt hier maximaal 1200 punten. Daarnaast tellen ook resultaten uit de ITU wereldbeker triatlon mee, maximaal twee keer 300 punten.

## Podia

### Mannen
| ITU WK (één dag) | ITU WK (één dag)                | ITU WK (één dag)     | ITU WK (één dag) | ITU WK (één dag)  | ITU WK (één dag) | ITU WK (één dag)     | ITU WK (één dag) |
| ---------------- | ------------------------------- | -------------------- | ---------------- | ----------------- | ---------------- | -------------------- | ---------------- |
| Editie           | Plaats                          | Goud                 | Tijd             | Zilver            | Tijd             | Brons                | Tijd             |
| 1989             | Avignon, Frankrijk              | Mark Allen           | 1:58.46          | Glenn Cook        | 2:00.03          | Rick Wells           | 2:00.56          |
| 1990             | Orlando, Verenigde Staten       | Greg Welch           | 1:51.37          | Brad Beven        | 1:52.40          | Stepher Foster       | 1:52.47          |
| 1991             | Gold Coast, Australië           | Miles Stewart        | 1:48.20          | Rick Wells        | 1:48.22          | Mike Pigg            | 1:48.22          |
| 1992             | Huntsville, Canada              | Simon Lessing        | 1:49.04          | Rainer Müller     | 1:49.29          | Rob Barel            | 1:49.43          |
| 1993             | Manchester, Verenigd Koninkrijk | Spencer Smith        | 1:51.20          | Simon Lessing     | 1:53.02          | Hamish Carter        | 1:53.29          |
| 1994             | Wellington, Nieuw-Zeeland       | Spencer Smith        | 1:51.04          | Brad Beven        | 1:51.49          | Ralf Eggert          | 1:52.40          |
| 1995             | Cancún, Mexico                  | Simon Lessing        | 1:48.29          | Brad Beven        | 1:49.24          | Ralf Eggert          | 1:49.50          |
| 1996             | Cleveland, Verenigde Staten     | Simon Lessing        | 1:39.50          | Luc Van Lierde    | 1:40.12          | Leandro Macedo       | 1:41.00          |
| 1997             | Perth, Australië                | Chris McCormack      | 1:48.29          | Hamish Carter     | 1:48.42          | Simon Lessing        | 1:49.07          |
| 1998             | Lausanne, Zwitserland           | Simon Lessing        | 1:55.50          | Paul Amey         | 1:55.57          | Miles Stewart        | 1:56.04          |
| 1999             | Montréal, Canada                | Dmitriy Gaag         | 1:45.25          | Simon Lessing     | 1:45.31          | Miles Stewart        | 1:45.47          |
| 2000             | Perth, Australië                | Olivier Marceau      | 1:51.40          | Peter Robertson   | 1:51.54          | Craig Watson         | 1:51.58          |
| 2001             | Edmonton, Canada                | Peter Robertson      | 1:48.01          | Chris Hill        | 1:48.12          | Craig Watson         | 1:48.14          |
| 2002             | Cancún, Mexico                  | Iván Raña            | 1:50.41          | Peter Robertson   | 1:51.07          | Andrew Johns         | 1:51.17          |
| 2003             | Queenstown, Nieuw-Zeeland       | Peter Robertson      | 1:54.13          | Iván Raña         | 1:54.37          | Olivier Marceau      | 1:54.52          |
| 2004             | Funchal, Madeira, Portugal      | Bevan Docherty       | 1:41.06          | Iván Raña         | 1:41.07          | Dmitriy Gaag         | 1:41.18          |
| 2005             | Gamagori, Japan                 | Peter Robertson      | 1:49.32          | Reto Hug          | 1:49.36          | Brad Kahlefeldt      | 1:49.44          |
| 2006             | Lausanne, Zwitserland           | Tim Don              | 1:51.32          | Hamish Carter     | 1:51.49          | Frédéric Belaubre    | 1:52.12          |
| 2007             | Hamburg, Duitsland              | Daniel Unger         | 1:43.18          | Javier Gómez      | 1:43.22          | Brad Kahlefeldt      | 1:43.35          |
| 2008             | Vancouver, Canada               | Javier Gómez         | 1:49.48          | Bevan Docherty    | 1:50.12          | Reto Hug             | 1:50.17          |
| ITU WK-serie     |                                 |                      |                  |                   |                  |                      |                  |
| Editie           | Wedstrijden                     | Goud                 | Punten           | Zilver            | Punten           | Brons                | Punten           |
| 2009             | 8 ()                            | Alistair Brownlee    | 4400             | Javier Gómez      | 3959             | Maik Petzold         | 3442             |
| 2010             | 7 ()                            | Javier Gómez         | 3789             | Steffen Justus    | 3139             | Brad Kahlefeldt      | 3112             |
| 2011             | 87 ()                           | Alistair Brownlee    | 4285             | Jonathan Brownlee | 3992             | Javier Gómez         | 3671             |
| 2012             | 8 ()                            | Jonathan Brownlee    | 4935             | Javier Gómez      | 4845             | Dmitri Poljanski     | 3822             |
| 2013             | 8 ()                            | Javier Gómez         | 4220             | Jonathan Brownlee | 4195             | Mario Mola           | 3726             |
| 2014             | 8 ()                            | Javier Gómez         | 4860             | Mario Mola        | 4601             | Jonathan Brownlee    | 4501             |
| 2015             | 10 ()                           | Javier Gómez         | 4930             | Mario Mola        | 4795             | Vincent Luis         | 4422             |
| 2016             | 9 ()                            | Mario Mola           | 4819             | Jonathan Brownlee | 4815             | Fernando Alarza      | 4087             |
| 2017             | 9 ()                            | Mario Mola           | 4728             | Javier Gómez      | 4311             | Kristian Blummenfelt | 4281             |
| 2018             | 8 ()                            | Mario Mola           | 6081             | Vincent Luis      | 5060             | Jacob Birthwistle    | 4884             |
| 2019             | 8 ()                            | Vincent Luis         | 5095             | Mario Mola        | 4939             | Javier Gómez         | 4533             |
| 2020             | 81 ( Hamburg, Duitsland)        | Vincent Luis         | 0:49:13          | Vasco Vilaca      | 0:49:15          | Léo Bergere          | 0:49:18          |
| 2021             | 75 ()                           | Kristian Blummenfelt | 3927             | Marten Van Riel   | 3594             | Alex Yee             | 3289             |
| 2022             | 9 ()                            | Léo Bergere          | 4742             | Alex Yee          | 4721             | Hayden Wilde         | 4696             |
| 2023             | 7 ()                            | Dorian Coninx        | 4238             | Hayden Wilde      | 4061             | Léo Bergere          | 4003             |
| 2024             | 6 ()                            | Alex Yee             | 4070             | Léo Bergere       | 3728             | Hayden Wilde         | 3726             |

### Vrouwen
| ITU WK (één dag) | ITU WK (één dag)                | ITU WK (één dag)     | ITU WK (één dag) | ITU WK (één dag)     | ITU WK (één dag) | ITU WK (één dag)     | ITU WK (één dag) |
| ---------------- | ------------------------------- | -------------------- | ---------------- | -------------------- | ---------------- | -------------------- | ---------------- |
| Editie           | Plaats                          | Goud                 | Tijd             | Zilver               | Tijd             | Brons                | Tijd             |
| 1989             | Avignon, Frankrijk              | Erin Baker           | 2:10.01          | Jan Ripple           | 2:10.33          | Laurie Samuelson     | 2:12.49          |
| 1990             | Orlando, Verenigde Staten       | Karen Smyers         | 2:03.33          | Carol Montgomery     | 2:03.47          | Joy Hansen           | 2:03.50          |
| 1991             | Gold Coast, Australië           | Jo-Anne Ritchie      | 2:02.04          | Terri Smith-Ross     | 2:02.11          | Michellie Jones      | 2:02.50          |
| 1992             | Huntsville, Canada              | Michellie Jones      | 2:02.08          | Jo-Anne Ritchie      | 2:03.22          | Melissa Mantak       | 2:04.27          |
| 1993             | Manchester, Verenigd Koninkrijk | Michellie Jones      | 2:07.41          | Karen Smyers         | 2:07.43          | Jo-Anne Ritchie      | 2:08.46          |
| 1994             | Wellington, Nieuw-Zeeland       | Emma Carney          | 2:03.19          | Aneta Pedersen       | 2:05.31          | Sarah Harrow         | 2:06.52          |
| 1995             | Cancún, Mexico                  | Karen Smyers         | 2:04.58          | Jackie Gallagher     | 2:05.23          | Joy Leutner          | 2:05.49          |
| 1996             | Cleveland, Verenigde Staten     | Jackie Gallagher     | 1:50.52          | Emma Carney          | 1:51.43          | Carol Montgomery     | 1:52.07          |
| 1997             | Perth, Australië                | Emma Carney          | 1:59.22          | Jackie Gallagher     | 1:59.36          | Michellie Jones      | 2:00.48          |
| 1998             | Lausanne, Zwitserland           | Joanne King          | 2:07.25          | Michellie Jones      | 2:08.03          | Evelyn Williamson    | 2:08.12          |
| 1999             | Montréal, Canada                | Loretta Harrop       | 1:55.28          | Jackie Gallagher     | 1:56.00          | Emma Carney          | 1:56.19          |
| 2000             | Perth, Australië                | Nicole Hackett       | 1:54.43          | Carol Montgomery     | 1:54.50          | Michellie Jones      | 1:55.25          |
| 2001             | Edmonton, Canada                | Siri Lindley         | 1:58.51          | Michellie Jones      | 1:59.41          | Joanna Zeiger        | 1:59.56          |
| 2002             | Cancún, Mexico                  | Leanda Cave          | 2:01.31          | Barb Lindquist       | 2:01.41          | Michelle Dillon      | 2:02.11          |
| 2003             | Queenstown, Nieuw-Zeeland       | Emma Snowsill        | 2:06.40          | Laura Reback         | 2:08.03          | Michellie Jones      | 2:08.06          |
| 2004             | Funchal, Madeira, Portugal      | Sheila Taormina      | 1:52.18          | Loretta Harrop       | 1:52.30          | Laura Reback         | 1:53.01          |
| 2005             | Gamagori, Japan                 | Emma Snowsill        | 1:52.18          | Annabel Luxford      | 1:59.43          | Laura Bennett        | 1:59.55          |
| 2006             | Lausanne, Zwitserland           | Emma Snowsill        | 2:04.03          | Vanessa Fernandes    | 2:04.48          | Felicity Abram       | 2:05.14          |
| 2007             | Hamburg, Duitsland              | Vanessa Fernandes    | 1:53.27          | Emma Snowsill        | 1:54.31          | Laura Bennett        | 1:54.37          |
| 2008             | Vancouver, Canada               | Helen Jenkins        | 2.01,37          | Sarah Haskins        | 2:01.41          | Samantha Warriner    | 2:02.32          |
| ITU WK-serie     |                                 |                      |                  |                      |                  |                      |                  |
| Editie           | Wedstrijden                     | Goud                 | Punten           | Zilver               | Punten           | Brons                | Punten           |
| 2009             | 8 ()                            | Emma Moffatt         | 4340             | Lisa Nordén          | 4130             | Andrea Hewitt        | 3462             |
| 2010             | 7 ()                            | Emma Moffatt         | 3806             | Nicola Spirig        | 3413             | Lisa Nordén          | 3390             |
| 2011             | 87 ()                           | Helen Jenkins        | 4023             | Andrea Hewitt        | 3836             | Sarah Groff          | 2783             |
| 2012             | 8 ()                            | Lisa Nordén          | 4531             | Anne Haug            | 4340             | Andrea Hewitt        | 3893             |
| 2013             | 8 ()                            | Non Stanford         | 4220             | Jodie Stimpson       | 3805             | Anne Haug            | 3110             |
| 2014             | 8 ()                            | Gwen Jorgensen       | 5085             | Sarah Groff          | 3987             | Andrea Hewitt        | 3845             |
| 2015             | 10 ()                           | Gwen Jorgensen       | 5200             | Andrea Hewitt        | 4081             | Sarah True           | 4074             |
| 2016             | 9 ()                            | Flora Duffy          | 4691             | Gwen Jorgensen       | 4435             | Ai Ueda              | 3616             |
| 2017             | 9 ()                            | Flora Duffy          | 5200             | Ashleigh Gentle      | 4320             | Katie Zaferes        | 4302             |
| 2018             | 8 ()                            | Vicky Holland        | 5540             | Katie Zaferes        | 5488             | Georgia Taylor-Brown | 4183             |
| 2019             | 8 ()                            | Katie Zaferes        | 6175             | Jessica Learmonth    | 5326             | Georgia Taylor-Brown | 5191             |
| 2020             | 81 ( Hamburg, Duitsland)        | Georgia Taylor-Brown | 0:54:16          | Flora Duffy          | 0:54:25          | Laura Lindemann      | 0:54:39          |
| 2021             | 75 ()                           | Flora Duffy          | 3861             | Taylor Knibb         | 3486             | Taylor Spivey        | 3239             |
| 2022             | 9 ()                            | Flora Duffy          | 5106             | Georgia Taylor-Brown | 5081             | Taylor Knibb         | 4179             |
| 2023             | 7 ()                            | Beth Potter          | 4559             | Cassandre Beaugrand  | 4411             | Emma Lombardi        | 3793             |
| 2024             | 6 ()                            | Cassandre Beaugrand  | 4000             | Beth Potter          | 3793             | Emma Lombardi        | 3508             |